# NGC 5908
NGC 5908 (другие обозначения — UGC 9805, MCG 9-25-41, ZWG 274.39, IRAS15153+5535, PGC 54522) — спиральная галактика (Sb) в созвездии Дракон.
Этот объект входит в число перечисленных в оригинальной редакции «Нового общего каталога».